# Воронезький сільський округ
Воро́незький сільський округ (каз. Воронеж ауылдық округі, рос. Воронежский сельский округ) — адміністративна одиниця у складі Федоровського району Костанайської області Казахстану. Адміністративний центр — село Придорожнє.
Населення — 1452 особи (2021; 1718 у 2009, 1841 у 1999, 2294 у 1989).
Станом на 1989 рік існувала Воронезька сільська рада (села Бікілек, Лисановка, Успеновка, селища Придорожний, Успеновка).

## Склад
До складу округу входять такі населені пункти:
| Населений пункт   | Старі назви | Населення, осіб (1989) | Населення, осіб (1999) | Населення, осіб (2009) | Населення, осіб (2021) |
| ----------------- | ----------- | ---------------------- | ---------------------- | ---------------------- | ---------------------- |
| Бікілек, село     | -           | 161                    | 33                     | -                      | -                      |
| Лисановка, село   | -           | 391                    | 312                    | 227                    | 154                    |
| Придорожнє, село  | Придорожний | 902                    | 737                    | 709                    | 581                    |
| Успеновка, село   | -           | 707                    | 759                    | 782                    | 717                    |
| Успеновка, селище | -           | 133                    | -                      | -                      | -                      |